# جيرهارد كونراد
جيرهارد كونراد (بالألمانية: Gerhard Conrad)‏ هو ضابط ألماني، ولد في 21 أبريل 1895 في Poplitz ‏ في ألمانيا، وتوفي في 28 مايو 1982 في روهبولدينج في ألمانيا.